# Bonde (Adelsgeschlecht)

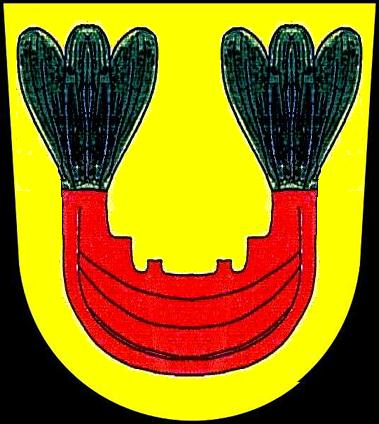
Stammwappen der Bonde

Bonde, ist der Name eines schwedischen Adelsgeschlechts. Die Familie besteht gegenwärtig fort.

## Geschichte

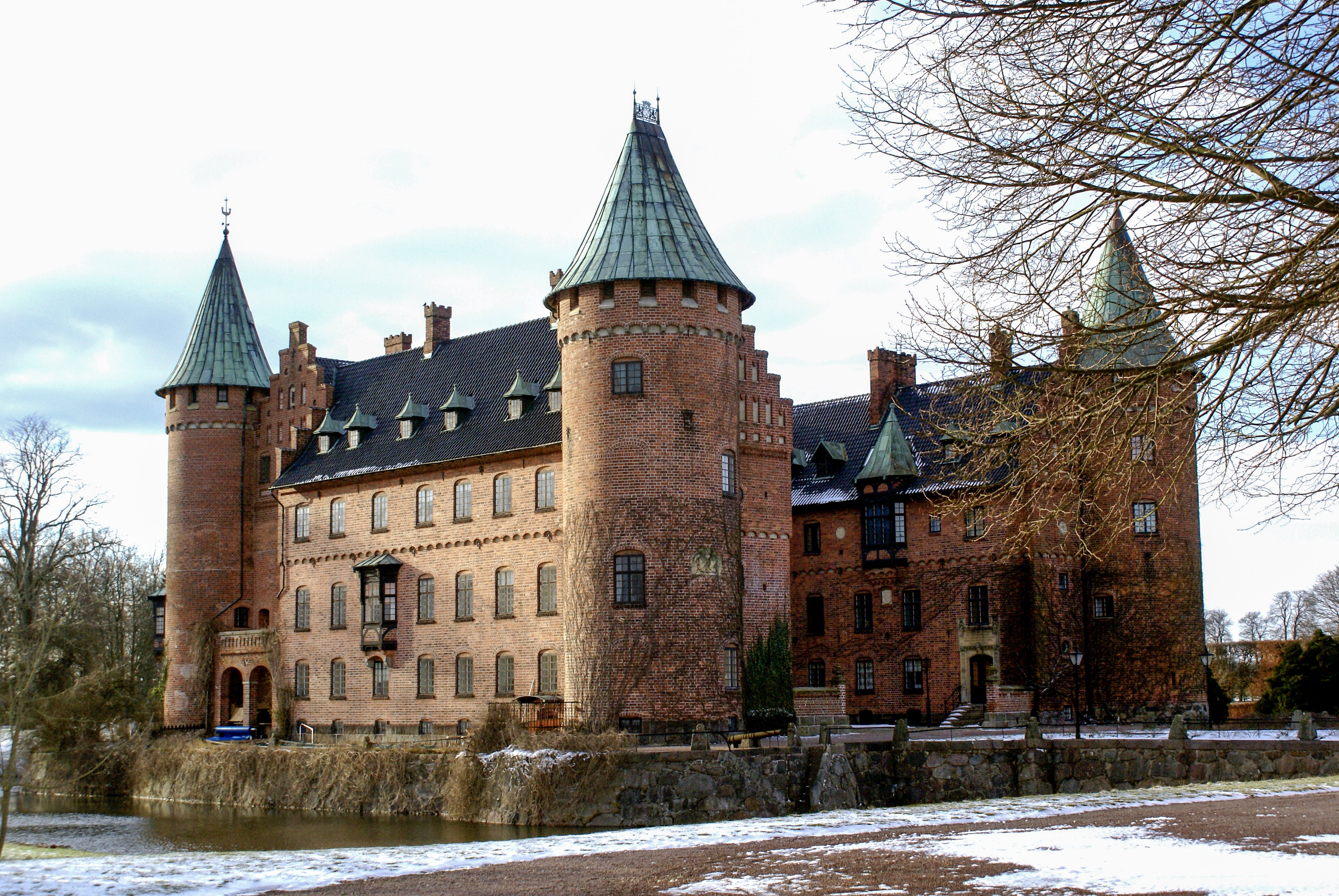
Schloss Trolleholm (2008)

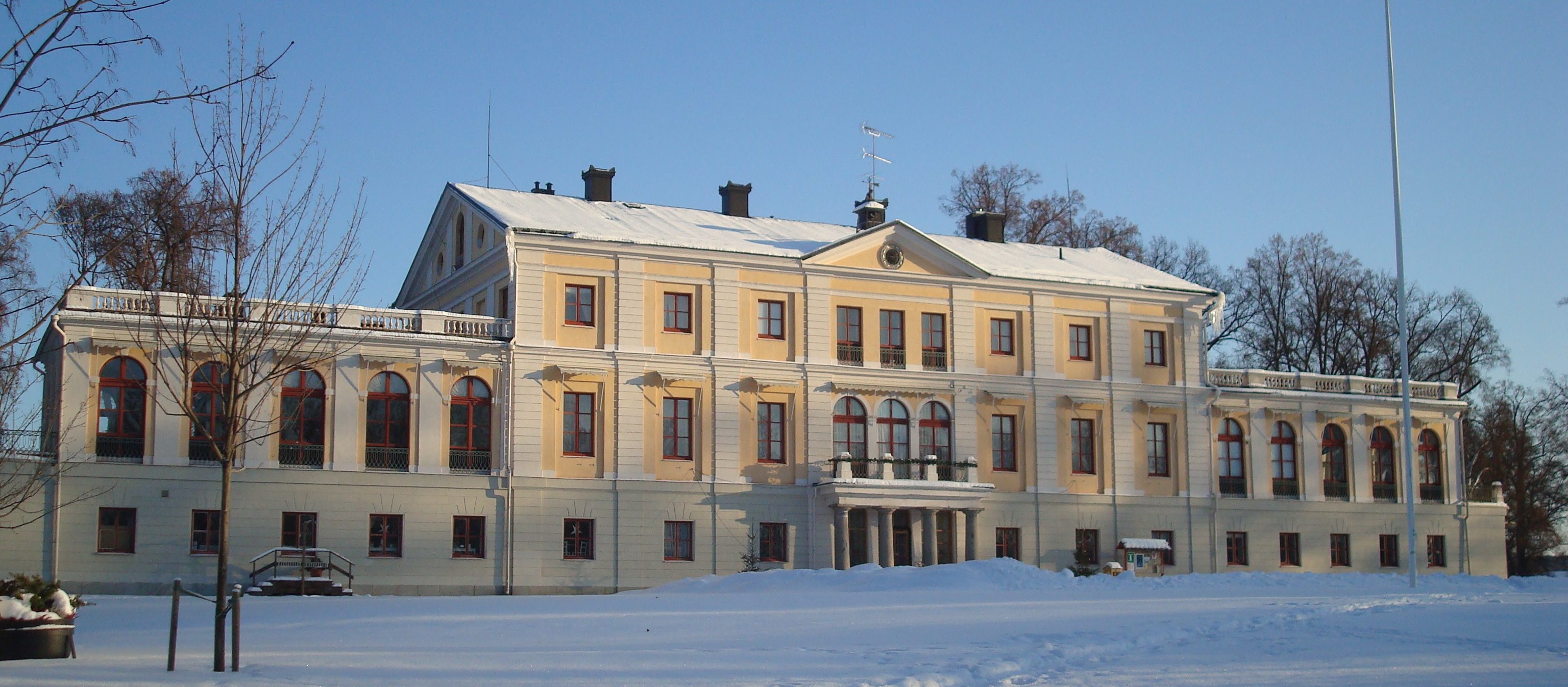
Schloss Safstaholm (2010)

Die Bonde sind ein altes schwedisches Adelsgeschlecht, dessen Stammreihe mit Peter Öjarsson bzw. mit dessen urkundlich greifbaren Söhnen, den Rittern Tord Bonde († nach 1322) und Erengisle Petersson. beginnt. Bereits im Mittelalter gelangte die Familie in Schweden zu Wohlstand und Ansehen. Mit Karl Knutsson Bonde († 1470) konnte das Geschlecht einen schwedischen König hervorbringen. Auch in der Folgezeit besetzten die Bonde Stellungen im Schwedischen Königreich. Im Jahre 1625 wurde das Geschlecht auf dem Ritterhaus in der Adelsklasse introduziert (Nr. 11). Die Linie ist am 11. November 1868 im Mannesstamm erloschen. 1651 erging eine Nobilitierung in den Freiherrenstand, Jahres darauf erfolgte die Aufnahme in die Freiherrenklasse der schwedischen Ritterschaft (Nr. 20). An diese Linie kam am 22. August 1695 der Grafenstand (Nr. 41) als Bonde af Björnö, den nachmaligen Inhabern des Fideikommiss Trolleholm, welche sich mit königlicher Erlaubnis seit dem 16. Mai 1809 Trolle-Bonde nennen. Ein weiteres Grafendiplom (Nr. 64) erging am 17. April 1719 als Bonde af Säfstaholm, benannt nach Schloss Säfstaholm. Dieser Linie ist am 6. April 1783 der Mannesstamm ausgegangen.

## Angehörige
- König Karl VIII. von Schweden (1408/1409–1470)
- Gustaf Bonde (1620–1667), schwedischer Staatsmann
- Carl Bonde (1872–1957), schwedischer Dressurreiter
- Oskar "Ossi" Bonde (* 1979), Schlagzeuger der schwedischen Rockband Johnossi